# Joseph Dehove
Joseph Dehove, né le 3 mars 1851 à Preux-au-Sart (Nord) et mort le 3 juillet 1932 à Wargnies-le-Petit (Nord) est  un homme politique français.

## Biographie
Meunier et agriculteur, il est conseiller municipal de sa commune natale de 1878 à 1908 et adjoint au maire de 1878 à 1900. Il est conseiller d'arrondissement de 1892 à 1904, et président du conseil d'arrondissement d'Avesnes-sur-Helpe de 1901 à 1904. 
Il est vice-président du conseil général du Nord de 1910 à 1913. Il est député du Nord de 1906 à 1910, inscrit au groupe radical, et sénateur du Nord de 1914 à 1924.
Il ne se représenta pas aux élections de 1924 et se retira de la vie publique. Il mourut à 81 ans, le 3 juillet 1932, à Wargnies-le-Petit,.

## Distinctions
- Chevalier de la Légion d'honneur par décret du 8 avril 1930[3].
- Officier de l'Ordre de l'Instruction publique.

## Sources
- « Joseph Dehove », dans le Dictionnaire des parlementaires français (1889-1940), sous la direction de Jean Jolly, PUF, 1960 [détail de l’édition]